# Schloss Hersbruck

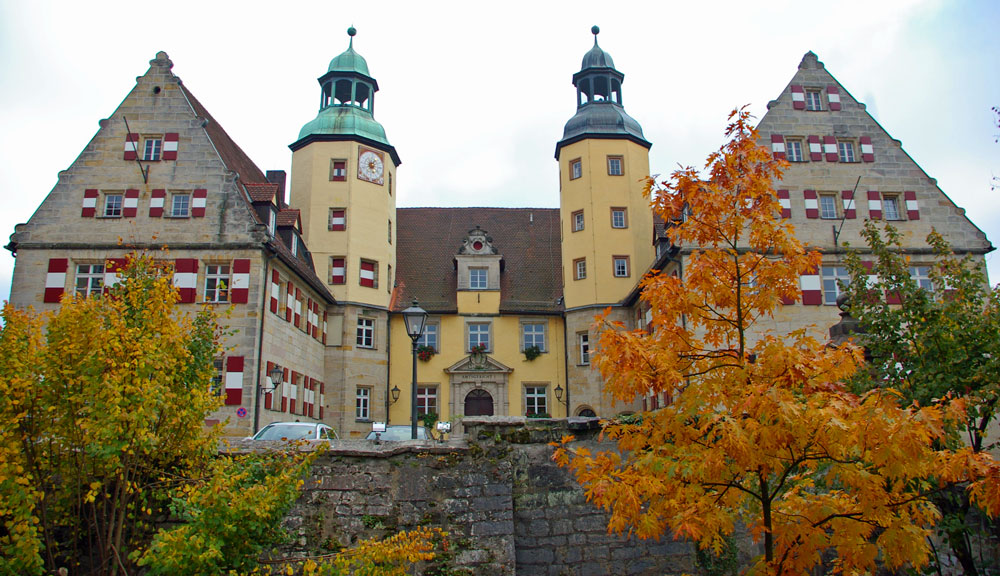
Schloss Hersbruck (2008)

Schloss Hersbruck ist ein Schloss in der mittelfränkischen Kleinstadt Hersbruck.

## Geschichte
Es wird vermutet, dass auf dem Gelände einer alten Burg ein Klosterhof errichtet wurde. Man kennt einen befestigten „Turm und Sitz“, über dessen Bauzeit nichts bekannt ist.
Als Bauherren kommen wohl nur die Klostervögte in Frage, die Sulzbacher Grafen im 11. oder frühen 12., die Staufer im späten 12. oder frühen 13. Jahrhundert. Nach 1504 ordneten die Nürnberger Herren den Abriss an. Die Steine des Turms wurden zur Ausmauerung des Grabens verwandt.

### Pflegamt
Auf den Grundmauern der alten Kemenate errichtete 1517 der Nürnberger Landbaumeister Hans Beheim der Jüngere einen einfachen zweigeschossigen Bau mit Walmdach, weitgehend in den Ausmaßen des Vorgängerbaues von etwa 27 auf 11 Meter. Dies war notwendig geworden, nachdem 1504 das Hersbrucker Land zum Territorium der Freien Reichsstadt Nürnberg kam und Sitz eines der zeitweise bis zu elf Pflegämter umfassenden Gebiete wurde, mit denen die Reichsstadt Nürnberg die Verwaltung ihres Territorialbesitzes organisiert hatte.
Nachdem der spätere Kaiser Matthias und sein umfangreiches Gefolge in Hersbruck quartierten, reichte der Landpfleger 1616 dem Nürnberger Rat ein Konzept und einen Bauplan für die „Erhöhung und Erweiterung“ des Pflegschlosses „mit den geringsten Kosten“ ein.
1840 wurde der Zehntstadel abgerissen und an seiner Stelle eine Fronveste errichtet. 1909 wurde der westliche Schlossturm zur Hälfte abgebrochen, 1972 aber wiederhergestellt.
Das Schloss diente ab 1808 als Sitz eines Landgerichts, seit 1862 als Bezirks- und Rentamt und von 1939 bis 1972 als Landratsamt.

### Amtsgericht Hersbruck
Heute beherbergt das Schloss das Amtsgericht Hersbruck. Dieses ist ein Gericht der ordentlichen Gerichtsbarkeit und eines von 73 Amtsgerichten in Bayern. Diesem ist das Landgericht Nürnberg-Fürth übergeordnet, welche beide wiederum dem Bezirk des Oberlandesgericht Nürnberg angehören.